# Josiah Turner
Pour les articles homonymes, voir Turner.
Josiah Turner, né le 5 juillet 1992 à Sacramento en Californie, est un joueur américain de basket-ball.